# Melanie Wilson
Pour les articles homonymes, voir Wilson.
Melanie Wilson est une rameuse britannique née le 25 juin 1984 à Southampton. Elle a remporté la médaille d'argent du huit féminin aux Jeux olympiques d'été de 2016 à Rio de Janeiro.